# Sarah Tondé
Sarah Tondé est une athlète burkinabée.

## Biographie

### Carrière
Elle est la plus jeune participante aux Jeux olympiques de 2000. Elle est le porte-drapeau de la délégation burkinabé lors de la cérémonie d'ouverture. Elle termine 8e de sa série en 12 s 56.
À l'issue des Jeux de la Francophonie de juillet 2001, elle remporte le Prix du Jury de l'APF qui lui permet de bénéficier d'un séjour de perfectionnement de sa discipline dans le pays de la francophonie de son choix pendant un an. En 2002, elle rejoint la Belgique et s'entrâine au club Sambre et Meuse Athlétique de Namur,.
Le 23 juillet 2005, elle établit le record national sur 200m à Ouagadougou.
Elle est sociétaire du club de l'Etoile Filante de Ouagadougou.

## Palmarès
| Date | Compétition             | Lieu   | Résultat | Épreuve   | Marque  |
| ---- | ----------------------- | ------ | -------- | --------- | ------- |
| 2005 | Jeux de la Francophonie | Niamey | 3e       | 4 × 100 m | 45 s 99 |

| Date | Compétition                  | Lieu        | Résultat | Épreuve | Marque  |
| ---- | ---------------------------- | ----------- | -------- | ------- | ------- |
| 2005 | Championnats du Burkina Faso | Ouagadougou | 1re      | 100 m   | 11 s 56 |
| 2005 | Championnats du Burkina Faso | Ouagadougou | 1re      | 200 m   | 23 s 34 |